# Списак министара спорта Србије
На овој страни налази се списак министара спорта Србије.

## Република Србија(1991–сада)[1]
| Слика | Почетак мандата     | Крај мандата        | Име и презиме (година рођења и смрти) | Белешка | Странка                       |
| ----- | ------------------- | ------------------- | ------------------------------------- | --- | ----------------------------- |
|       | 15. јануар 1991.    | 31. јула 1991.      | Горан Триван                          | министар омладине и спорта у влади Драгутина Зеленовића                                                                  | Социјалистичка партија Србије |
|       | 31. јула 1991.      | 24. septembar 1992. | Драган Кићановић                      | министар омладине и спорта у влади Драгутина Зеленовића и влади Радомана Божовића                                        |                               |
|       | 24. септембар 1992. | 24. март 1998       | Владимир Цветковић                    | министар омладине и спорта у влади Радомана Божовића, влади Николе Шаиновића и првој влади Мирка Марјановића             |                               |
|       | 24. март 1998.      | 25. октобар 2000    | Зоран Баки Анђелковић                 | министар омладине и спорта у другој влади Мирка Марјановића                                                              | Социјалистичка партија Србије |
|       | 25. октобар 2000.   | 25. јануар 2001.    | Светозар Мијаиловић                   | министар омладине и спорта у влади Миломира Минића                                                                       | Социјалистичка партија Србије |
|       | 25. јануар 2001.    | 3. март 2004.       | Гашо Кнежевић                         | министар просвете и спорта у влади Зорана Ђинђића и влади Зорана Живковића                                               | Грађански савез Србије        |
|       | 3. март 2004.       | 19. октобар 2004.   | Љиљана Чолић                          | министар просвете и спорта првој влади Војислава Коштунице                                                               | Демократска странка Србије    |
|       | 19. октобар 2004.   | 15. мај 2007.       | Слободан Вуксановић                   | министар просвете и спорта првој влади Војислава Коштунице                                                               | Демократска странка Србије    |
|       | 15. мај 2007.       | 8. фебруар 2012.    | Снежана Самарџић Марковић             | министар омладине и спорта у другој влади Војислава Коштунице и влади Мирка Цветковића                                   | Г17+                          |
|       | 8. фебруар 2012.    | 27. јули 2012.      | Верица Калановић                      | министар омладине и спорта у влади Мирка Цветковића                                                                      | Г17+                          |
|       | 27. јул 2012.       | 30. август 2013.    | Алиса Марић                           | Министар спорта и омладине у влади Ивице Дачића                                                                          | Нестраначка личност           |
|       | 30. август 2013.    | 26. октобар 2022    | Вања Удовичић                         | Министар спорта и омладине у влади Ивице Дачића, првој и другој влади А. Вучића, као и у првој и другој влади А. Брнабић | Српска напредна странка       |
|       | 26. октобар 2022    | Тренутно            | Зоран Гајић                           | Министар спорта у трећој влади А. Брнабић и влади Милоша Вучевића                                                        | Нестраначка личност           |